# Record du monde de natation dames du 400 mètres 4 nages
Progression du record du monde de natation sportive dames pour l'épreuve du 400 mètres 4 nages en bassin de 50 et 25 mètres.

## Bassin de50 mètres
| Temps            | Athlète         | Naissance | Âge | Nationalité        | Compétition                          | Lieu           | Date              |
| ---------------- | --------------- | --------- | --- | ------------------ | ------------------------------------ | -------------- | ----------------- |
| 5 min 50 s 4     | Éva Székely     |           |     | Hongrie            |                                      | Budapest       | 10 avril 1953     |
| 5 min 47 s 3     | Mary Kok        |           |     | Pays-Bas           |                                      | Hilversum      | 28 mars 1955      |
| 5 min 40 s 8     | Éva Székely     |           |     | Hongrie            |                                      | Budapest       | 13 juillet 1955   |
| 5 min 38 s 9     | Mary Kok        |           |     | Pays-Bas           |                                      | Hilversum      | 2 décembre 1956   |
| Nouvelles règles |                 |           |     |                    |                                      |                |                   |
| 5 min 46 s 6     | Sylvia Ruuska   |           |     | États-Unis         |                                      | Los Angeles    | 27 juin 1958      |
| 5 min 43 s 7     | Sylvia Ruuska   |           |     | États-Unis         |                                      | Topeka         | 1er août 1958     |
| 5 min 41 s 1 (y) | Sylvia Ruuska   |           |     | États-Unis         |                                      | Melbourne      | 24 février 1959   |
| 5 min 40 s 2 (y) | Sylvia Ruuska   |           |     | États-Unis         |                                      | Redding        | 17 juillet 1959   |
| 5 min 36 s 5     | Donna De Varona | 1947      | 13  | États-Unis         |                                      | Indianapolis   | 15 juillet 1960   |
| 5 min 34 s 5     | Donna De Varona | 1947      | 14  | États-Unis         |                                      | Philadelphie   | 11 août 1961      |
| 5 min 29 s 7     | Donna De Varona | 1947      | 15  | États-Unis         |                                      | Los Altos      | 2 juin 1962       |
| 5 min 27 s 4     | Sharon Finneran |           |     | États-Unis         |                                      | Osaka          | 26 juillet 1962   |
| 5 min 24 s 7     | Donna De Varona | 1947      | 15  | États-Unis         |                                      | Osaka          | 26 juillet 1962   |
| 5 min 21 s 9     | Sharon Finneran |           |     | États-Unis         |                                      | Osaka          | 28 juillet 1962   |
| 5 min 16 s 5     | Donna De Varona | 1947      | 17  | États-Unis         |                                      | Lima           | 10 mars 1964      |
| 5 min 14 s 9     | Donna De Varona | 1947      | 17  | États-Unis         |                                      | New York       | 30 août 1964      |
| 5 min 11 s 7     | Claudia Kolb    | 1949      | 18  | États-Unis         |                                      | Santa Clara    | 9 juillet 1967    |
| 5 min 09 s 7     | Claudia Kolb    | 1949      | 18  | États-Unis         |                                      | Winnipeg       | 1er août 1967     |
| 5 min 08 s 2     | Claudia Kolb    | 1949      | 18  | États-Unis         |                                      | Philadelphie   | 10 août 1967      |
| 5 min 04 s 7     | Claudia Kolb    | 1949      | 19  | États-Unis         |                                      | Los Angeles    | 24 août 1968      |
| 5 min 02 s 97    | Gail Neall      |           |     | Australie          | Jeux olympiques                      | Munich         | 31 août 1972      |
| 5 min 01 s 10    | Angela Franke   |           |     | Allemagne de l'Est |                                      | Utrecht        | 18 août 1973      |
| 4 min 57 s 51    | Gudrun Wegner   |           |     | Allemagne de l'Est | Championnats du monde                | Belgrade       | 6 septembre 1973  |
| 4 min 52 s 42    | Ulrike Tauber   |           |     | Allemagne de l'Est | Championnats d'Europe                | Vienne         | 21 août 1974      |
| 4 min 52 s 20    | Ulrike Tauber   |           |     | Allemagne de l'Est |                                      | Wittemberg     | 7 juin 1975       |
| 4 min 48 s 79    | Birgit Treiber  |           |     | Allemagne de l'Est |                                      | Berlin-Est     | 1er juin 1976     |
| 4 min 42 s 77    | Ulrike Tauber   |           |     | Allemagne de l'Est | Jeux olympiques                      | Montréal       | 24 juillet 1976   |
| 4 min 40 s 83    | Tracy Caulkins  | 1963      | 15  | États-Unis         | Championnats du monde (f)            | Berlin-Ouest   | 23 août 1978      |
| 4 min 39 s 96    | Petra Schneider | 1963      | 17  | Allemagne de l'Est | URSS Duel                            | Léningrad      | 30 mars 1980      |
| 4 min 38 s 44    | Petra Schneider | 1963      | 17  | Allemagne de l'Est | Championnats d'Allemagne de l'Est    | Magdebourg     | 27 mai 1980       |
| 4 min 36 s 29    | Petra Schneider | 1963      | 17  | Allemagne de l'Est | Jeux olympiques                      | Moscou         | 26 juillet 1980   |
| 4 min 36 s 10    | Petra Schneider | 1963      | 19  | Allemagne de l'Est | Championnats du monde                | Guayaquil      | 1er août 1982     |
| 4 min 34 s 79    | Yan Chen        | 1981      | 16  | Chine              | Championnats de Chine                | Shanghai       | 13 octobre 1997   |
| 4 min 33 s 59    | Yana Klochkova  | 1982      | 18  | Ukraine            | Jeux olympiques (f)                  | Sydney         | 16 septembre 2000 |
| 4 min 32 s 89    | Katie Hoff      | 1989      | 18  | États-Unis         | Championnats du monde (f)            | Melbourne      | 1er avril 2007    |
| 4 min 31 s 46    | Stephanie Rice  | 1988      | 20  | Australie          | Championnats d'Australie Telstra (f) | Sydney         | 22 mars 2008      |
| 4 min 31 s 12    | Katie Hoff      | 1989      | 19  | États-Unis         | Sélections olympiques US (f)         | Omaha          | 29 juin 2008      |
| 4 min 29 s 45    | Stephanie Rice  | 1988      | 20  | Australie          | Jeux olympiques (f)                  | Pékin          | 10 août 2008      |
| 4 min 28 s 43    | Ye Shiwen       | 1996      | 16  | Chine              | Jeux olympiques (f)                  | Londres        | 28 juillet 2012   |
| 4 min 26 s 36    | Katinka Hosszú  | 1989      | 27  | Hongrie            | Jeux olympiques (f)                  | Rio de Janeiro | 6 août 2016       |
| 4 min 25 s 87    | Summer McIntosh | 2006      | 16  | Canada             | Championnats du Canada               | Toronto        | 1er avril 2023    |
| 4 min 23 s 65    | Summer McIntosh | 2006      | 18  | Canada             | Sélections canadiennes               | Victoria       | 11 juin 2025      |

## Bassin de25 mètres
| Temps         | Athlète         | Naissance | Âge | Nationalité    | Compétition                    | Lieu              | Date             |
| ------------- | --------------- | --------- | --- | -------------- | ------------------------------ | ----------------- | ---------------- |
| 4 min 29 s 00 | Guohong Dai     |           |     | Chine          |                                | Palma de Majorque | 2 décembre 1993  |
| 4 min 27 s 83 | Yana Klochkova  | 1982      | 19  | Ukraine        |                                | Paris             | 20 janvier 2002  |
| 4 min 26 s 52 | Kirsty Coventry | 1983      | 24  | Zimbabwe       | Championnats du monde (f)      | Manchester        | 9 avril 2008     |
| 4 min 25 s 87 | Julia Smit      | 1987      | 20  | États-Unis     | Coupe du Canada                | Toronto           | 28 novembre 2008 |
| 4 min 25 s 06 | Mireia Belmonte | 1990      | 18  | Espagne        | Championnats d'Europe (f)      | Rijeka            | 14 décembre 2008 |
| 4 min 22 s 88 | Kathryn Meaklim | 1989      | 20  | Afrique du Sud | Coupe du monde en petit bassin | Singapour         | 22 novembre 2009 |
| 4 min 21 s 04 | Julia Smit      | 1987      | 22  | États-Unis     | Duel in the pool               | Manchester        | 18 décembre 2009 |
| 4 min 20 s 85 | Katinka Hosszú  | 1989      | 24  | Hongrie        | Coupe du monde (f)             | Berlin            | 11 août 2013     |
| 4 min 20 s 83 | Katinka Hosszú  | 1989      | 25  | Hongrie        | Coupe du monde (f)             | Doha              | 28 août 2014     |
| 4 min 19 s 86 | Mireia Belmonte | 1990      | 24  | Espagne        | Championnats du monde (f)      | Doha              | 3 décembre 2014  |
| 4 min 19 s 46 | Katinka Hosszú  | 1989      | 26  | Hongrie        | Championnats d'Europe (s)      | Netanya           | 2 décembre 2015  |
| 4 min 18 s 94 | Mireia Belmonte | 1990      | 26  | Espagne        | Coupe du monde (f)             | Eindhoven         | 12 août 2017     |

## 400 yards 4 nages
| Temps         | Athlète       | Naissance | Âge | Nationalité           | Compétition                  | Lieu            | Date            |
| ------------- | ------------- | --------- | --- | --------------------- | ---------------------------- | --------------- | --------------- |
| 4 min 00 s 62 | Dagny Knutson |           |     | États-Unis Minot YMCA |                              | Atlanta         | 8 décembre 2007 |
| 4 min 00 s 56 | Julia Smit    | 1987      | 22  | États-Unis Stanford   | Championnats NCAA (f)        | College Station | 20 mars 2009    |
| 3 min 58 s 23 | Julia Smit    | 1987      | 23  | États-Unis Stanford   | Pacific 10 championships (f) | Long Beach      | 26 février 2010 |